# Thảm họa hàng không Zagreb

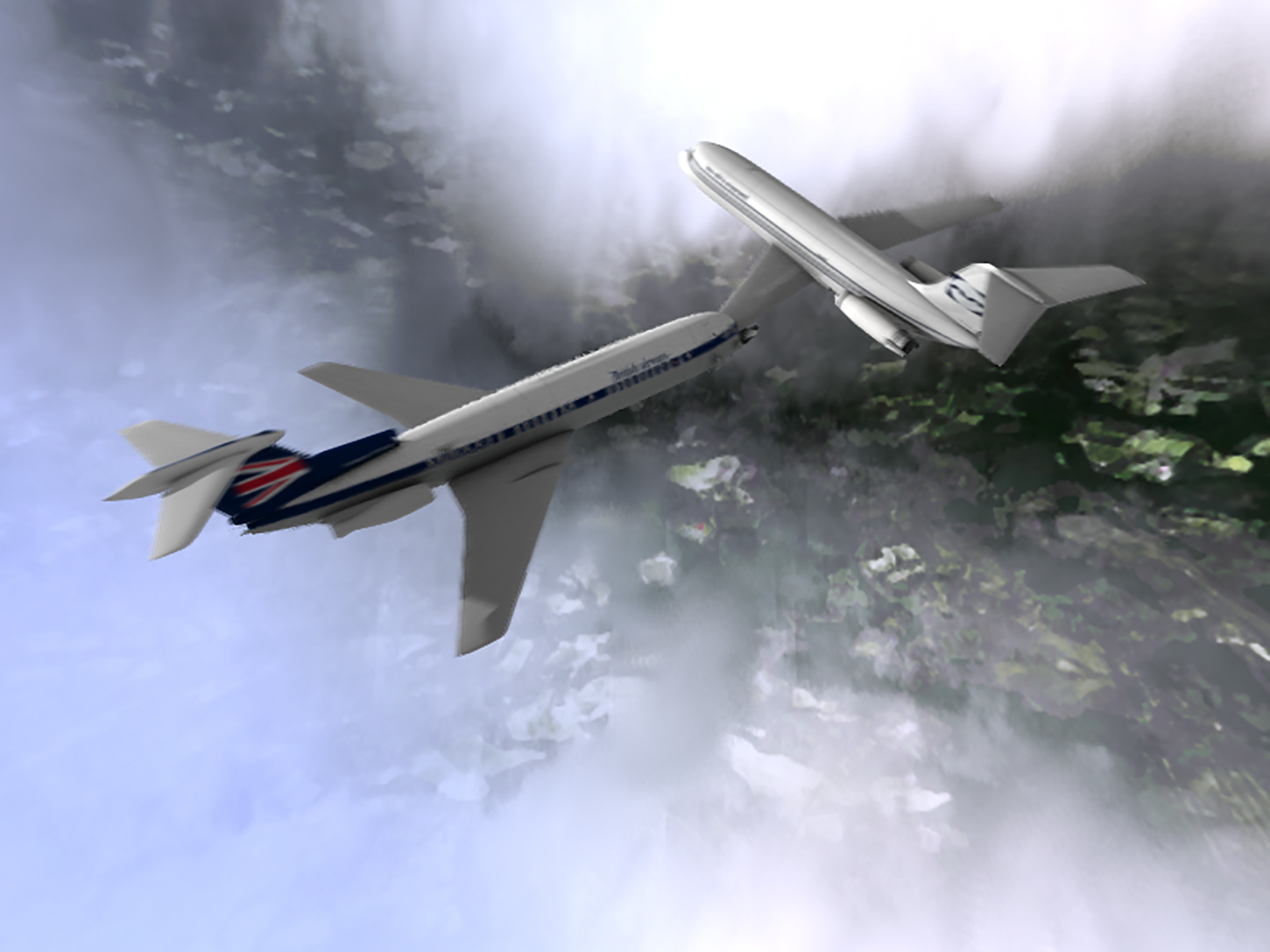
Hình ảnh vụ va chạm Zagreb năm 1976

Ngày 10 tháng 9 năm 1976 chuyến bay mang số hiệu 476 của Bristish Airway chiếc Hawker Siddeley Trident đã va chạm với chuyến bay mang số hiệu 550 của Inex Adria Apviopment Douglas DC-9 tại vùng trời Zagreb tất cả 176 hành khách và phi hành đoàn trên hai tàu bay đều thiệt mạng. Vụ va chạm được coi là lỗi của kiểm soát viên không lưu.

## Chuyến bay

### British Airways 476

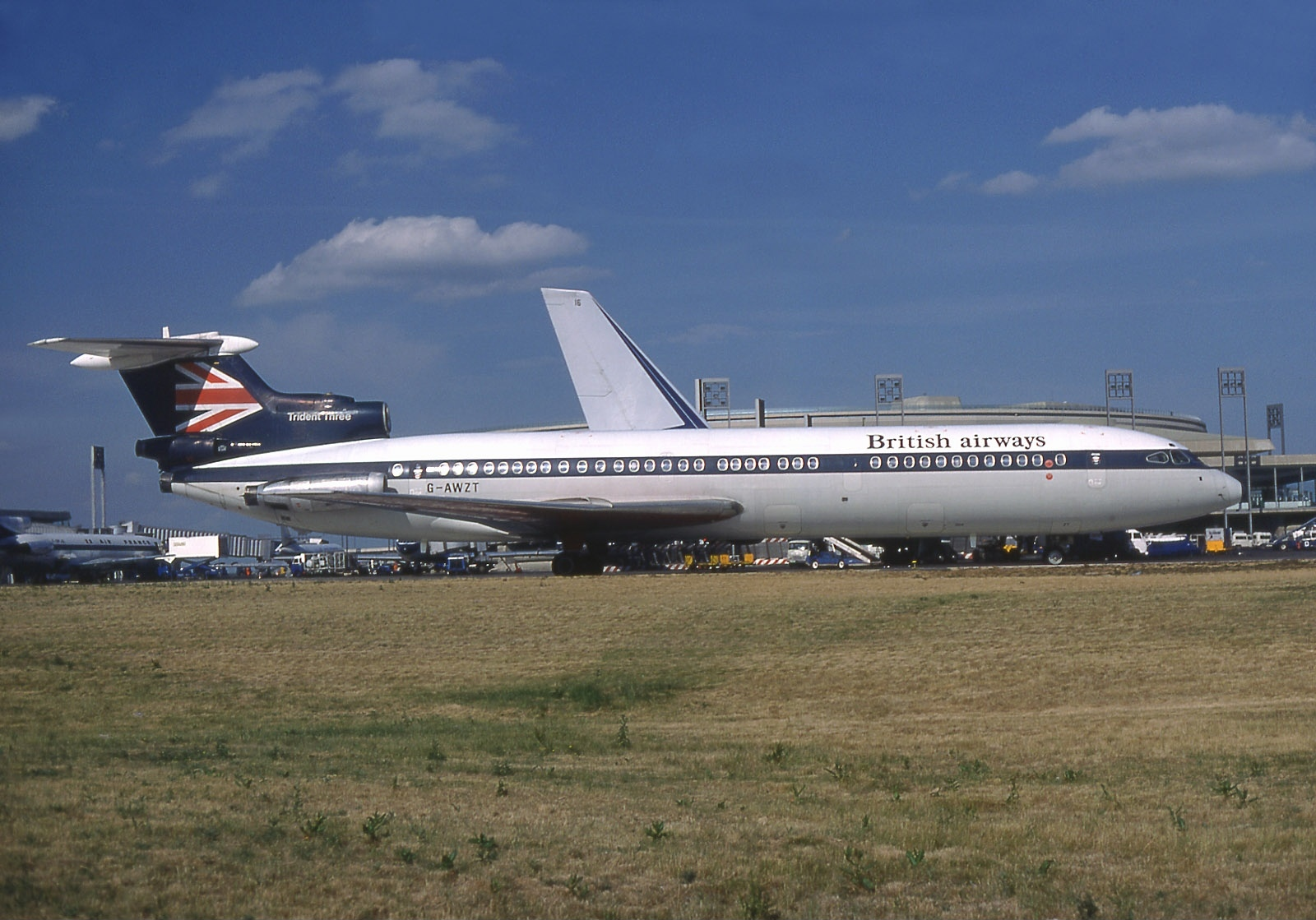
G-AWZT, chiếc Hawker Siddeley Trident 3B liên quan đến vụ va chạm

Chuyến bay của British Airways mang số hiệu BA476 khởi hành từ London, nước Anh đến Thổ Nhĩ Kỳ vào lúc 08:32 UTC, với 54 hành khách và 9 phi hành đoàn. Điều khiển chiếc phi cơ Trident là cơ trưởng Dennis Tann, sinh năm 1932, người mà tới thời điểm xảy ra tai nạn đã có khoảng 10,781 giờ bay. Ông được hỗ trợ bởi 2 cơ phó là Brian Helm và Martin Flint.

### Innex Adria 550

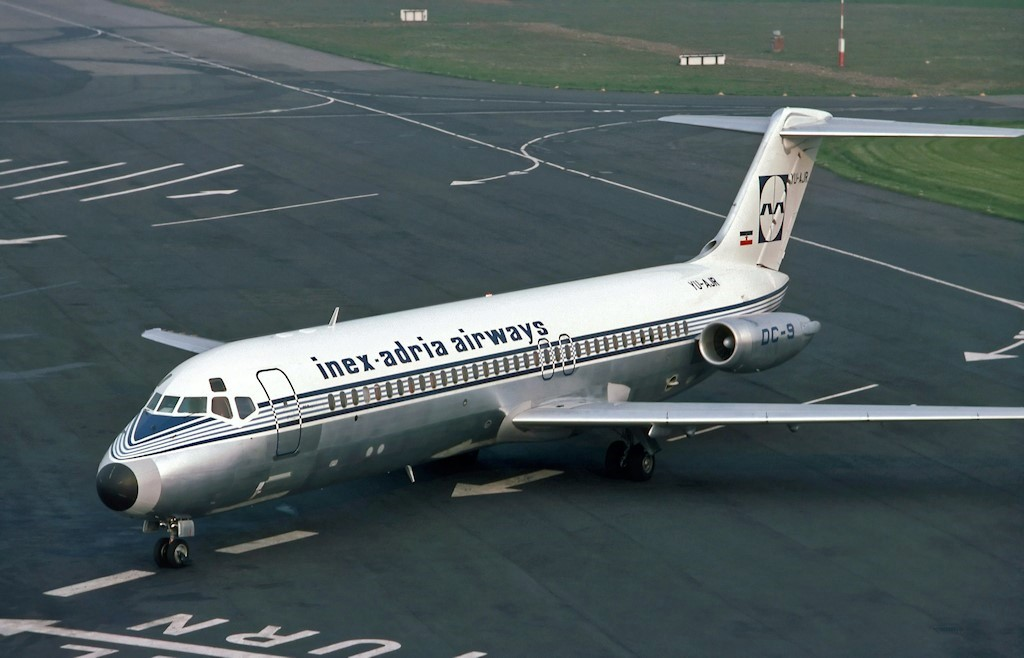
YU-AJR, chiếc McDonnell Douglas DC-9-32 liên quan đến vụ va chạm

Chuyến bay của Inex-Adria mang số hiệu JP550 khởi hành từ Nam Tư lúc 09:48 UTC đến Tây Đức. Chuyến bay mang theo 108 hành khách hầu hết là người Đức trở về từ kì nghỉ lễ và 5 phi hành đoàn. Điều hành chuyến bay là cơ trưởng Joze Krumpak, sinh năm 1925, 1 phi công đầy kinh nghiệm với 10,157 giờ bay, hỗ trợ ông là cơ phó Dusan Ivanus.
Cả hai chuyến bay đều không xảy ra bất cứ sự cố nào đặc biệt cho đến khi chúng tiếp cận đài VOR Zagreb.

## Kiểm soát không lưu
Vào giữa thập kỉ 70, trung tâm kiểm soát không lưu Zagreb thuộc Nam Tư (nay là Croatia), kiểm soát bầu trời đông đúc nhất ở Châu Âu vì Zagreb là điểm chung cho các chuyến bay giữa Bắc Âu với Đông Nam Châu Âu, Trung Đông và Châu Á
Không phận Zagreb được chia làm 3 sector
The lower sector: dưới 25,000 ft (7600m)
The middle sector: từ 25,000 ft đến 31,000 ft (7600m đến 9400m)
The upper sector: trên 31000 ft (9400m) (slide đoạn này, nếu có hình thì càng tốt)
Thông thường tại Châu Âu thì phải có 3 kiểm soát viên mới đảm nhiệm được 1 sector, nhưng ở Zagreb chỉ có hai người, đôi khi lúc là 1 người do sự thiếu hụt về nguồn nhân lực tại đây. Kiểm soát viên làm việc theo ca 12 tiếng và đôi khi lúc không có ngày nghỉ.

## Tai nạn
Để tiến vào vùng trời của nước Áo, BA476 đã thiết lập liên lạc với kiểm soát viên upper-sector của trung tâm kiểm soát đường dài Zagreb – Gradimir Tasic vào lúc 10:04:12 UTC. BA476 thông báo rằng họ đang ở flight level 330 (33,000 ft; 10,050 m), dự kiến tới đài VOR Zagreb lúc 10:14. Kiểm soát viên chỉ thị cho BA76 sử dụng mã phát đáp 2312 và gọi lại khi tới đài.
10:04:12        BA476            Zagreb, Bealine 476, good morning.
                  Zagreb Upp        Bealine 476, good morning, go ahead.
10:04:19        BA476            Er, 476, is Klagenfurt at 02, 330 and estimating Zagreb at one four.
10:04:27        Zagreb Upp    Bealine 476, roger, call me passing Zagreb, flight level 330, Squawk Alpha 2312.
10:04:40        BA476            2312 is coming.
Đây là cuộc hội thoại duy nhất và cũng là cuối cùng của đường dài Zagreb và British Airways flight 476 trước thời điểm xảy ra tai nạn.
Trong cùng khoảng thời gian đó, JP550 thiết lập liên lạc với kiểm soát viên Bojan Erjavec phụ trách Middle-sector. JP550 đã yêu cầu được tăng mực bay đường dài, khi đó JP550 đang ở flight level 260 (26,000 ft; 7,900 m). 2 Mực bay FL280 và FL310 đều đang được sử dụng trong thời điểm này, vì thế Erjavec thông báo cho JP550 về tình hình hiện tại, đề nghị FL350 (35,000 ft; 10,650 m) và phi công chấp nhận mực bay này. Để có được sự cho phép mực bay cao hơn, cần phải được sự đồng ý của kiểm soát viên upper-sector. Erjavec vẫy tay để thu hút sự chú ý của Tasic, nhưng lúc này Tasic quá bận rộn để có thể để ý. Ngoài ra, tại thời điểm này, upper sector chịu sự kiểm soát của 2 người là Gradimir Tasic và Mladen Hochberger. Vào lúc 11h, Hochberger được lên kế hoạch phải chuyển qua vị trí khác nhưng Nenad Tepes (người sẽ thay ca cho anh), đã đi muộn vào ngày hôm đó, Hochberger đã đi tìm Tepes và dĩ nhiên, kiểm soát viên không lưu 27 tuổi Tasic phải một mình chịu trách nhiệm về upper sector và trở nên quá tải. Kiểm soát viên đường dài của Middle-sector Gradimir Pelin sau đó đã được hướng dẫn phối hợp lại với Tasic về việc nâng mực bay cho DC-9.
Theo Pelin, anh đến bảng điều khiển của Upper-sector đang giữ quyền kiểm soát chuyến bay JP550. Pelin hỏi Tasic liệu DC-9 có thể tăng lên mực bay 350 không? Tasic sau khi xem xét băng phi diễn và vị trí của DC-9 trên màn hình tiếp cận Kostajnica, đã cho phép DC-9 tăng lên mực bay 350. Pelin sau đó gọi cho Erjavec, thông báo rằng DC-9 đã được cho phép. Vào lúc 10:07:40, DC-9 nhận được chỉ thị trên.
10:12:03, JP550 liên lạc với middle sector của Zagreb, thông báo rằng họ đã đạt mực bay 310. Những hướng dẫn cuối cùng được Erjavec chỉ thị cho JP550 là liên lạc với kiểm soát viên của Upper-sector theo tần số 134.45 MHz. Nếu việc bàn giao sector này diễn ra bình thường, DC-9 sẽ được cấp 1 mã mới khi kết nối với kiểm soát viên của Upper-sector và nó sẽ được xác định trên màn hình của Upper-sector với độ cao và số hiệu chuyến bay. Nhưng rõ ràng đây không phải 1 cuộc bàn giao bình thường do sự phối hợp xử lý không tốt giữa các kiểm soát viên. Ngoài ra, Tasic đang bận rộn với lượng tàu bay quá lớn và JP550 đã không liên hệ ngay với Upper-sector vì một số lý do không xác định.
Vào thời điểm JP550 liên lạc với Upper-sector lúc 10:14:04, nó đã đến đài Zagreb VOR và đạt FL325 (32,500 ft; 9,900 m). Tasic ngay lập tức yêu cầu xác nhận độ cao của máy bay
10:14:04        JP550           Dobar dan ["Good day"] Zagreb, Adria 550.
10:14:07        Zagreb Upp   Adria 550, Zagreb, dobar dan, go ahead.
10:14:10        JP550             325 crossing Zagreb at one four.
10:14:14        Zagreb Upp   What is your present level?
10:14:17        JP550           327.
Nhận ra nguy cơ sắp xảy ra va chạm, Tasic đã chỉ thị cho JP550 ngừng tăng độ cao, nhưng trong khi làm như vậy, Tasic đã sử dụng ngôn ngữ bản địa của mình Serbo Crotia, điều này là trái với quy định của kiểm soát không lưu. Nỗ lực cuối cùng của kiểm soát viên không lưu Gradimir Tasic để ngăn chặn thảm họa xảy ra hầu như vô ích, vào thời điểm JP550 ngừng việc tăng độ cao, nó đang ở FL330, chính xác là ở cùng Mực bay với BA476
10:14:22        Zagreb Upp   [stammering]... e... zadržite se na toj visini i javite prolazak Zagreba ["uh... hold your current altitude and report passing Zagreb"].
10:14:27        JP550 Kojoj visini? ["What altitude?"]
10:14:29        Zagreb Upp   Na kojoj ste sada u penjanju jer... e... imate avion pred vama na... [not coherent] 335 sa leva na desno. ["The altitude you are climbing through because... uh... you have an aircraft in front of you at... [not coherent] 335 from left to right."]
10:14:38        JP550 OK, ostajemo točno 330. ["OK, we'll remain precisely at 330."]
Trong thời điểm đó, British Airways 476 vẫn đang duy trì mực bay đường dài tại FL330 của mình một cách bình thường. Trong buồng lái lúc này, cơ trưởng và cơ phó đang chơi trò giải ô chữ, thảo luận về giá cả rau củ và bình luận về 1 vụ tai nạn trực thăng trên báo. Tất cả mọi thứ đều vô cùng bình thường và đúng theo kế hoạch. Mặc dù radio của họ đang theo tần số của upper sector nhưng không thể chắc chắn rằng họ có thể nghe thấy cuộc hội thoại giữa Tasic và JP550 hay không, hoặc ít nhất họ đã nghĩ rằng cuộc hội thoại đó không thực sự quan trọng.
Trong khoảng 30s, phi hành đoàn của Trident và DC-9 về lý thuyết hoàn toàn có thể nhìn thầy 1 chiếc tàu bay khác đang lao đến. Ngày 10 tháng 9 năm 1976 là 1 ngày thời tiết đẹp, tầm nhìn không hề bị cản trở, tuy nhiên việc nhìn thấy 1 tàu bay đang đến và có thể phản ứng kịp thời dường như là không thể. Phi hành đoàn của Trident không thể hiểu được cuộc trò chuyện giữa Tasic và DC-9 vì họ không hiểu tiếng Serbo-Crotia, nên đương nhiên họ không thể hình dung được việc có 1 chiếc tàu bay khác đang lao về phía mình. Hơn nữa, vị trí góc tới của DC-9 so với Trident trùng với góc chiếu của mặt trời, điều đó khiến việc quan sát trở nên khó khăn. Nếu xét trên góc độ chiếu sáng, có vẻ Dc-9 sẽ có cơ hội tốt hơn để phát hiện ra vị trí của Trident, và vì họ nhận thức được 1 phần tình hình vấn đề từ Tasic. Nhưng Tasic không nói với họ chiếc Trident đến từ hướng nào và cự ly gần ra sao, nên việc tìm kiếm 1 chiếc máy bay từ xa trong một khoảng trời rộng lớn vô cùng thấp. Chỉ đơn giản là họ không thể nhìn thấy nhau cho đến khi quá muộn.
Vụ va chạm diễn ra chính xác vào lúc 10:14:41 trên bầu trời của vùng ngoại ô Crotia yên bình. Chuyến bay British Airways 476 và Inex 550 đã va chạm trên không. Đâm qua Trident từ trái qua phải với 1 góc 58°, cánh trái của DC9 cắt thẳng vào buồng lái của Trident, cắt chiếc tàu bay này ra làm 2 phần, toàn bộ phi hành đoàn trên chiếc British Airways 476 thiệt mạng ngay lập tức vì va chạm, có khả năng họ còn chưa thể nhận thức được thứ gì đã tấn công họ. Các mảnh vỡ của Trident tiếp tục bay vào động cơ trái của DC9 và phá hủy nó. Trident sau đó bị thất tốc, và rơi như 1 chiếc lá trên không trung. Chiếc DC-9 sau khi bị mất 5m cánh trái, ngay lập tức lắc cực mạnh, các lực khí động học tác động đến mức xé rời đuôi tàu bay, DC-9 rơi vào 1 vòng xoáy không thể kiểm soát. một số hệ thống của DC-9 ví dụ như hệ thống ghi âm buồng lái vẫn tiếp tục hoạt động, ghi lại những khoảnh khắc kinh hoàng cuối cùng của 113 hành khách. Mặc dù bản ghi âm không bao giờ được phát hành, nhưng các nhà điều tra Nam Tư tiết lộ rằng nó chứa những lời trăn trối cuối cùng của phi hành đoàn xấu số.
Nửa phút sau, Tasic điên cuồng cố gắng liên lạc với BA476 và hướng dẫn nó đi qua điểm Nasice nhưng đã được trả lời bằng 1 chuyến bay khác.
10:15:06        Zagreb Upp   Bealine 476, Zagreb... report passing Nasice.
10:15:12        BE778            Beatours 778, were you calling...?
10:15:14        Zagreb Upp   Negative.
Tasic tiếp tục liên lạc cho BA476 và JP550, lờ đi tất cả cuộc gọi từ tàu bay khác.
10:15:50        Zagreb Upp   Adria 550, Zagreb...
10:16:00        Zagreb Upp   Adria 550, Zagreb...
10:16:14        Zagreb Upp   Adria 550, Zagreb...
10:16:32        Zagreb Upp   Adria 550, Zagreb...
10:16:42        Zagreb Upp   Adria 550, Zagreb...
10:16:50        Zagreb Upp   Bealine 476, Zagreb...
10:16:58        Zagreb Upp   Bealine 476, Zagreb...
Trong khi đó, Lufthansa Boeing 737 đang đi theo hướng đông đường bay UB5 tại Flight level 290 về phía Zagreb đã chứng kiến 2 chiếc máy bay lao xuống từ độ cao 33,000 ft, khói bốc lên ngay nơi chúng rơi xuống.
10:15:40        Capt Kröse R/T        ....e Zagreb! It is possible we have a mid-air collision in sight. We have two aircraft going down, well, almost below our position now.
Điều này được báo cáo bởi cơ trưởng Capt Krose với 1 thái độ không thể kích động hơn, vì vậy Erjavec ngay lập tức chưa thể hoàn toàn hiểu được chuyện gì đang xảy ra. Cơ trưởng đã phải lặp lại tin nhắn của mình nhiều lần trong khoảng 3 phút để đường dài Zagreb có thể nắm bắt được chuyện đang diễn ra
10:18:12        Capt Kröse R/T         It is possible that the other aircraft ahead of us had a mid-air collision....er...just overhead Zagreb. We had two aircraft going down with a rapid rate of descent...and there was also smoke coming out.

## Tìm kiếm, cứu nạn, điều tra
Chiếc DC-9 đã rơi vào một khu rừng ở phía đông của làng Dvorišće, đông bắc Zagreb. Đống đổ nát bốc cháy hàng giờ liền, để lại rất ít thứ có thể nhận ra. Trident, mặt khác, đã vỡ nát một phần trước khi nó rơi xuống đất trên một cánh đồng, cách DC-9 bảy km về phía đông nam. Ở ngôi làng Gaj gần đó, những mảnh máy bay, hành lý và xác người rơi xuống từ bầu trời như mưa. Các bộ phận của tàu bay đâm sầm vào mái nhà, sân bãi và đường xá. Thân máy bay, với một cánh vẫn được gắn vào, rơi xuống đất thẳng đứng trên một cánh đồng ngô và không bắt lửa. Sau khi vội vã đến hiện trường, một sĩ quan cảnh sát tìm kiếm trong đống đổ nát của Trident đã tìm thấy một em bé có dấu hiệu yếu ớt của sự sống, nhưng anh ta không thể làm gì được, mọi việc đã quá tồi tệ. " Thậm chí nếu những chiếc xe cứu thương đến trước tôi, thì vẫn là quá muộn để cứu sống đứa bé".
Lính cứu hỏa của thị trấn Vrbovec gần đó đã dập tắt chiếc DC-9 đang cháy và tiến hành tìm kiếm những người sống sót, nhưng rõ ràng không ai trong số 176 người trên hai chiếc máy bay đã sống sót sau vụ tai nạn. Đó là vụ va chạm giữa không trung nguy hiểm nhất vào thời điểm đó và là tai nạn chết người duy nhất trong lịch sử của British Airways (vẫn còn đúng cho đến ngày nay).
Hiện trường vụ tai nạn rất lớn. Ngoài hai đống đổ nát chính, một lượng lớn mảnh vỡ, bao gồm buồng lái của Trident, đã rơi vào khoảng trống giữa 2 đống đổ nát trên. Các bộ phận máy bay khác, một số thi thể, vật liệu nhẹ và giấy tờ bị gió cuốn đi một khoảng cách đáng kể, để lại một vệt mảnh vụn trải dài về phía đông bắc trên các khu rừng và cánh đồng lên tới 62 km. Các nhà điều tra Nam Tư đến hiện trường và thấy rằng không thể phục hồi tất cả các mảnh vỡ, và một số - bao gồm cả phần 5 mét bên ngoài cánh trái của DC-9 đơn giản là không bao giờ có thể tìm thấy.
Trong vài giờ sau vụ tai nạn, 6 người bao gồm 2 kiểm soát viên phụ trách Middle-sector: Pelin, Erjavec; 3 kiểm soát viên phụ trách Upper-sector: Tasic, Hochbeger, Tepes; và kíp trưởng Daycic đã bị bắt và đưa vào thẩm vấn. Tòa buộc tội các bị cáo lần lượt vì các tội sau:
- Tasic, kiểm soát viên phụ trách chính đã không đảm bảo được việc phân cách giữa 2 tàu bay.
- Hochbeger, đã rời vị trí làm việc của mình khi chưa được sự cho phép của kíp trưởng.
- Erjavec, không cung cấp thông tin chuyến bay kịp thời.
- Pelin, không chắc chắn rằng Tasic đã hoàn toàn nắm quyền kiểm soát DC-9 sau khi được chuyển giao hay chưa.
- Tepes, trễ ca
- Kíp trưởng Daycic, đã cho phép Tasic làm việc một mình với lượng công việc quá lớn.

Cả sáu người đều bị buộc tội gây nguy hiểm cho ngành hàng không, mỗi người phải đối mặt với án tù lên đến 20 năm vì nằm trong chuỗi mắt xích dẫn đến vụ tai nạn.
Phiên tòa được đưa ra xét xử vào ngày 11 tháng 4 năm 1977, các bị cáo đã được tự bào chữa cho những lỗi lầm của bản thân.
- Vào thời điểm xảy ra tai nạn, Tasic đã có 4 giờ trong ca làm việc thứ ba của mình trong tuần, đây là 1 lịch trình không phù hợp với tính chất căng thẳng của công việc. Hơn nữa radar tại Zagreb vẫn chưa được hoàn thiện và thường xuyên hiển thị độ cao sai lệch mặc dù đã 2 năm trôi qua kể từ khi lắp đặt. Tasic đổ lỗi cho Pelin vì đã không cung cấp thông tin về DC-9 cho anh ta cho đến khi mọi việc trở nên quá muộn.
- Pelin phủ định điều đó và nói thêm " Tất cả mọi người tại đường dài Zagreb đều biết Tasic thích làm việc một mình"
- 11 giờ là giờ giao ca của trung tâm kiểm soát đường dài Zagreb, Hochbeger lúc này theo kế hoạch sẽ giao ca cho Tepes sau đó chuyển qua vị trí khác, nhưng Tepes lúc này chưa xuất hiện, vì thế Hochberger đã rời vị trí để đi tìm Tepes. Anh ta nói mình có thông báo sự vắng mặt này cho kíp trưởng là Daycic.
- Daycic k thừa nhận, cho rằng mình không nhận được bất cứ thông tin nào về việc không tìm thấy Tepes hay Hochbeger rời vị trí của mình.
- Tepes là 1 nhân viên thường xuyên đi muộn, vào ngày xảy ra vụ tai nạn, Tepes lấy lý do đau dạ dày và bào chữa bằng những thành tích đáng kể trong công việc của anh ta.

Người dân Nam Tư đều cho rằng, bản án 20 năm tù đối với các kiểm soát viên không lưu là hoàn toàn không hợp lý, họ đã tìm thấy 1 người đại diện cho những nạn nhân người Anh trong vụ tai nạn: Richard Weston. Ông đã có 1 bài phát biểu vô cùng cảm động về hệ thống kiểm soát không lưu và ý nghĩa của nó đối với an toàn hàng không.
"Hãy để tôi đưa mọi người vào thế giới nơi các kiểm soát viên không lưu làm việc. Tôi biết nhiều người trong chúng ta ở đây có những công việc căng thẳng, và nhiều người trong chúng ta cũng  mang những trách nhiệm nặng nề. Tôi yêu cầu tòa án này công nhận rằng trách nhiệm của người kiểm soát viên không lưu là trách nhiệm rất đặc biệt và sự căng thẳng mà trách nhiệm đó gây ra cũng không đơn giản chút nào. Công việc dẫn đường máy bay và đưa ra quyết định nhanh chóng mà hàng trăm mạng sống phụ thuộc vào là một nhiệm vụ khó khăn. Đây là một công việc mà rất ít người trong chúng ta có thể thực hiện được, chứ đừng nói đến việc chịu đựng nó trong một khoảng thời gian dài. Tôi tôn trọng rằng đây là một phiên tòa hình sự đối với các bị cáo, và tôi tin tòa án sẽ thực hiện đúng nghĩa vụ của mình đối với xã hội nếu họ sử dụng quyền hạn của mình một cách linh động nhất, và không chỉ giới hạn nó với những người đứng đây ngày hôm nay. Những kiểm soát viên không lưu, như tôi đã nói, chính là nạn nhân của một hệ thống. Có phải thực tế là cộng đồng hàng không đã tạo ra một hệ thống phát triển thành một con quái vật mà chúng ta không có thời gian để học cách kiểm soát, theo nghĩa đen? Vào ngày 10 tháng 9, Gradimir Tasić là mắt xích cuối cùng trong một hệ thống thất bại. Tuy nhiên, nếu chúng ta chỉ đổ lỗi cho 1 cá nhân và kết thúc vấn đề thì vấn đề sâu xa hơn sẽ không được giải quyết. Và có thể trong tuần tới, một cá nhân khác trong cùng hệ thống có thể mắc lỗi tương tự với hậu quả và thiệt hại không kém cạnh gì.
Đó là sự nhầm lẫn, hiểu lầm, xử lý sai, vi phạm các quy tắc, làm việc quá sức, vắng mặt trái phép, thiếu nhân viên lành nghề tại kiểm soát đường dài Zagreb, dường như là không thể biện hộ gì cho việc đó. Nhưng hãy để tôi nói rõ hơn, tôi không yêu cầu tòa án này tha thứ hay bỏ qua bất kỳ sự buộc tội nào cho các bị cáo. Nhưng những gì tôi yêu cầu là điều này được nhìn nhận trên quan điểm khác. Nếu tôi nói rằng các bác sĩ, khi kê đơn thuốc sai, sau đó họ sẽ bị truy tố hình sự - hãy đặt ra câu hỏi nếu thực sự mọi việc diễn ra như vậy liệu chúng ta sẽ có được nền y học phát triển như hiện nay? Câu trả lời đã quá rõ ràng. Sẽ không quá lời khi nói rằng ngành hàng không trên toàn thế giới đang nín thở chờ đợi quyết định của tòa án. Tất cả những bị cáo này sẽ phải sống với suy nghĩ về thảm họa đó trong suốt quãng đời còn lại. Và rằng, cùng với kinh nghiệm của phiên tòa này, tôi đề nghị, sẽ có những hình phạt thích hợp với mỗi tình huống. Mối nguy hiểm thực sự ở đây là gì? Ảnh hưởng của án tù đối với những người này sẽ là thảm họa đối với tinh thần của tất cả hệ thống kiểm soát không lưu trên toàn thế giới, và do đó ảnh hưởng trực tiếp đến cả sự an toàn của khách hàng trong ngành hàng không toàn cầu. Việc bỏ tù các bị cáo này sẽ hoàn toàn phản tác dụng với giải pháp chúng ta đang tìm kiếm. Thay vì ở trên ánh đèn sân khấu ngày hôm nay với tư cách là "người xây dựng bi kịch", thì ngày mai Zagreb có thể trở thành một mô hình cho hàng không dân dụng thế giới, tất cả nhờ vào quyết định của tòa án. Cuộc sống của những nạn nhân ngày 10 tháng 9 sẽ không bị hy sinh trong vô ích".
Vào ngày tuyên án, tòa án đã tha bổng cho tất cả các tội danh của Hochbeger, Erjavic, Pelin, Daycic, Tepes. Và nhờ vào các tình tiết được giảm nhẹ, Tasic nhận 7 năm tù thay vì 20 năm. Đối với những người tin rằng lỗi thuộc về hệ thống chứ không phải cá nhân thì đó thực sự là 1 chiến thắng.
Trong báo cáo cuối cùng, ủy ban điều tra Nam Tư một phần đổ lỗi cho các kiểm soát viên, nhưng cũng đặt một số trách nhiệm lên các phi công của cả hai máy bay. Các nhà điều tra khẳng định rằng cả hai phi hành đoàn đều có trách nhiệm pháp lý hóa trong việc giám sát thông tin liên lạc và tìm kiếm các máy bay khác, và vì các máy bay đã va chạm, nên họ đã không làm được điều này. Trong phần phụ lục của báo cáo, đại diện của Anh trong nhóm điều tra đã phản đối phát hiện này, chỉ ra rằng ủy ban đã không tìm hiểu khả năng hai phi hành đoàn đã quan sát nhưng vẫn không thể nhìn thấy nhau vì lý do ngoài tầm kiểm soát của họ. Đại diện cũng lưu ý rằng bất kể các phi hành đoàn xử lý tình huống như thế nào, chính việc kiểm soát không lưu đã khiến họ gặp nguy hiểm ngay từ đầu.
Câu chuyện, tuy nhiên, không hoàn toàn kết thúc. Sau khi tòa án đưa ra phán quyết chống lại Tasić, Richard Weston điều này đã giúp tổ chức một mạng lưới kiểm soát viên không lưu quốc tế để đưa ra kiến nghị cho ông được thả. Kiến nghị đã làm lung lay thành công chính phủ Nam Tư. Với chiến thắng tuyệt vời này, Gradimir Tasić được ra tù năm 1978 - chưa đầy hai năm trong bản án bảy năm của mình. Trong những năm sau đó, cơ quan hàng không Nam Tư Nam đã đặt ra vấn đề về việc đại tu hệ thống kiểm soát không lưu Zagreb từ trên xuống dưới, cuối cùng để có thể có được vùng trời an toàn hơn ở Đông Nam Châu Âu.
Ngày nay, một tai nạn như vụ va chạm giữa không trung ở Zagreb không thể xảy ra. Công nghệ radar đã được cải thiện rất nhiều, bộ điều khiển không lưu được đào tạo tốt hơn và thường có điều kiện làm việc tốt hơn và quan trọng nhất là máy bay được trang bị hệ thống TCAS – hệ thống tránh va chạm và tự động cảnh báo phi công về xung đột, đưa ra chỉ dẫn mà không cần đến chỉ thị của kiểm soát viên không lưu. Do đó, rất ít khả năng một lỗi của kiểm soát viên có thể gây ra 1 thảm họa. Nhưng những bài học lớn hơn về vụ tai nạn vẫn còn đúng cho đến ngày hôm nay. Đây là một mô hình thu nhỏ của sự thay đổi trong suy nghĩ đã làm cho ngành hàng không hiện đại trở nên an toàn hơn. Việc áp dụng tư tưởng " tránh đổ lỗi và tập trung vào những gì có thể được cải thiện, chứ không nhất thiết phải tìm ra người phải chịu trách nhiệm. Việc trừng phạt một cá nhân trong một hệ thống thiếu sót là hoàn toàn vô lý", bất cứ ai cũng có thể ngồi ở vị trí của Tasic, và mắc những lỗi tương tự. Có khả năng, khi chứng kiến toàn bộ những gì diễn ra xung quanh vụ tai nạn, những kiểm soát viên không lưu trên khắp thế giới đã nghĩ rằng "Thật may mắn vì họ đã không ở trong trường hợp đó".